# 1997 في المكسيك
فيما يلي قوائم الأحداث التي وقعت خلال عام 1997 في المكسيك.

## برامج ومسلسلات وأنمي
- إزميرالدا

## موسيقى

### ألبومات
من الألبومات التي صدرت هذه السنة في المكسيك:
- 1 يوليو – غرام مكسيكانا من غناء تاليا.

## وفيات

### يوليو
- 3 يوليو – أمادو كاريلو فوينتس (مواليد 1956) بارون المخدرات مكسيكي.

### أكتوبر
- 12 أكتوبر – راؤول أريلانو (مواليد 1935) لاعب كرة قدم مكسيكي.

### نوفمبر
- 30 نوفمبر – فرانشيسكو غارزا غوتيريز (مواليد 1904) لاعب كرة قدم مكسيكي.